# 치겔브뤼케역
치겔브뤼케역(독일어: Bahnhof Ziegelbrücke)은 스위스 치겔브뤼케 마을에 있는 교차로이다. 마을은 글라루스주의 글라루스 노르드 코무네와 장크트갈렌주의 쉐니스 코무네 간에 공유되지만 역은 쉐니스에 있다.
1875년에 문을 연 이 역은 스위스 연방 철도가 소유 및 운영하고 있다. 취리히 중앙역과 치겔브뤼케 및 네펠스를 연결하는 주요 노선인 취리히호 좌안 철도 노선의 남쪽 종점 중 하나이다. 치겔브뤼케에서 본선은 치겔브뤼케–자르간스 철도로 최종 목적지인 쿠어까지 계속된다.
치겔브뤼케는 치겔브뤼케–린탈 철도와 라퍼스빌–치겔브뤼케 철도의 두 지역 노선의 종점이기도 하다.

## 시설
역에는 2개의 역 건물, 물품 발송 사무소 및 정비 창고가 있다. 트랙 1 - 4는 화물 운송, 분로 운영 및 피크 시간이 아닌 시간 및 야간에 여객 열차를 수용하는 데 사용된다. 트랙 5 - 10에는 여객 플랫폼이 장착되어 있으므로 여객 운송에 사용된다. 트랙 6과 9는 일반적으로 최대 속도로 역을 통과하는 도시간 및 화물 열차에 사용된다. 11번 트랙과 12번 트랙은 분로 운영과 한가한 시간과 야간에 여객 열차를 수용하는 데만 사용된다.
역의 남쪽에는 철도 노선과 평행한 린트강, 철도 전력선 및 주요 도로가 있다.

## 운행편
역은 탈빌, 페피콘 SZ, 치겔브뤼케, 자르간스 및 란트콰르트에서 정차하는 베른과 쿠어 사이의 인터레기오 서비스가 매시간 운행된다.
취리히 S-반의 2개 노선도 취리히와 치겔브뤼케를 연결하여 시간당 3개의 열차를 제공한다. S2는 치겔브뤼케에서 끝나고 시간당 두 번 운행한다. 일부 주말 열차가 운터젠까지 계속 운행된다. 시간당 S25는 글라루스주를 거쳐 린탈까지 계속된다.
장크트갈렌 S-반의 2개 노선은 치겔브뤼케까지 운행하며 두 노선 모두 한 시간에 한 번 운행된다. S4는 우츠나흐, 장크트갈렌 및 자르간스를 통해 루프를 중심으로 양방향으로 작동한다. S6는 우츠나흐 및 치겔브뤼케를 통해 라퍼스빌과 슈반덴을 연결한다.
또한 쥐토스트반은 피크타임에 지브넨-방엔까지 운행하며, 현지 정차한다. 이 서비스는 S27로 지정되지만, S-반 네트워크의 일부가 아니다.
- 인터레기오 : 베른과 쿠어 사이의 시간별 서비스.
- 쥐토스트반 S27 : 피크타임에 지브넨-방엔까지 운행한다.
- 취리히 S-반 S2/S25 : 취리히 중앙역까지 1시간에 3번, 취리히 공항까지 30분 간격으로 운행된다.
- 취리히 S-반 S25 / 장크트갈렌 S-반 S6 : 슈반덴까지 30분 간격 운행, 린탈까지 매시간 운행.
- 장크트갈렌 S-반 S4 : 자르간스 및 장크트갈렌을 통한 매시간 운행(순환 노선)

## 버스
포스트아우토 및 지역 아우토베트리브 베젠-암덴 버스 노선은 치겔브뤼케와 발크라이스제-가스터 지역 사회, 빌텐 및 니더루르넨 지자체를 연결한다.

## 같이 보기
- 스위스의 철도